# NGC 1256
NGC 1256 est une galaxie lenticulaire située dans la constellation de l'Éridan. NGC 1256 a été découverte par l'astronome britannique John Herschel en 1835.

## Caractéristiques
Sa vitesse par rapport au fond diffus cosmologique est de 4 161 ± 26 km/s, ce qui correspond à une distance de Hubble de 61,4 ± 4,3 Mpc (∼200 millions d'al).